# Frédéric-Guillaume Ier de Schleswig-Holstein-Sonderbourg-Beck
Frédéric-Guillaume Ier est un prince de la maison de Schleswig-Holstein-Sonderbourg-Beck né le 2 mai 1682 et mort le 16 juin 1719.

## Biographie
Frédéric-Guillaume Ier est le fils du duc Auguste de Schleswig-Holstein-Sonderbourg-Beck et de son épouse Hedwige Louise de Lippe. Il succède à son père comme duc de Schleswig-Holstein-Sonderbourg-Beck en 1689.
Converti au catholicisme, il rejoint l'armée du Saint-Empire. Il meurt de blessures reçues en Sicile lors de la bataille de Francavilla, dans le cadre de la guerre de la Quadruple-Alliance. Comme il n'a pas d'héritier masculin, c'est son oncle Frédéric-Louis qui lui succède.

## Union et postérité
En 1708, il épouse Marie-Antoinette (15 octobre 1692 – 1762), fille du comte piémontais Antoine-Emmanuel de Sanfré. Ils ont deux filles :
- Marie-Anne-Léopoldine (2 août 1717, Vienne – 7 février 1789, Turin), épouse à Vienne le 4 août 1735 le seigneur portugais Manoel de Souza (1703-1759) ; leur fils Alexandre (4 décembre 1751 – 13 décembre 1803) est ambassadeur de Portugal aux cours de Copenhague, Berlin et Rome ;
- Jeanne-Amélie (3  décembre 1719 - 30 octobre 1774) épouse en 1740 Emmanuel comte de Silva-Tarouca (1691-1771), Directeur des bâtiments (et confident de l'impératrice Marie-Thérèse d'où une fille, Marie-Thérèse née en 1741, comtesse François-Joseph de Wurmbrand-Stuppach et un fils, François-Etienne (1750-1797) épouse Marie-Christine de Schönborn-Heussenstamm (1754-1797).